# Entoplocamia
Entoplocamia là một chi thực vật có hoa trong họ Hòa thảo (Poaceae).

## Loài
Chi Entoplocamia gồm các loài: